# Liste des présidents de la république de Madagascar

Emblème de Madagascar.

Cet article dresse la liste des présidents de la république de Madagascar depuis le 14 octobre 1958 ainsi que la frise chronologique sur la succession des chefs d'Etat de Madagascar.

## Liste
| N°                                                                       | Portrait                             | Nom                                   | Élection                             | Mandat                               | Mandat                               | Fonction                                      | Parti                                |                                      |                                      |
| N°                                                                       | Portrait                             | Nom                                   | Élection                             | Début                                | Fin                                  | Fonction                                      | Parti                                |                                      |                                      |
| Ire République : République malgache                                     | Ire République : République malgache | Ire République : République malgache  | Ire République : République malgache | Ire République : République malgache | Ire République : République malgache | Ire République : République malgache          | Ire République : République malgache | Ire République : République malgache | Ire République : République malgache |
| ------------------------------------------------------------------------ | ------------------------------------ | ------------------------------------- | ------------------------------------ | ------------------------------------ | ------------------------------------ | --------------------------------------------- | ------------------------------------ | ------------------------------------ | ------------------------------------ |
| 1                                                                        |                                      | Philibert Tsiranana (1910-1978)       | –                                    | 14 octobre 1958                      | 1er mai 1959                         | Président du gouvernement                     | PSD                                  |                                      |                                      |
| 1                                                                        | 1959 1965 1972                       | Philibert Tsiranana (1910-1978)       | 1er mai 1959                         | 11 octobre 1972                      | Président de la République           |                                               | PSD                                  |                                      |                                      |
| 2                                                                        |                                      | Gabriel Ramanantsoa (1906-1979)       | –                                    | 11 octobre 1972                      | Président de la République           | 5 février 1975                                | Militaire                            |                                      |                                      |
| 3                                                                        |                                      | Richard Ratsimandrava (1931-1975)     | –                                    | 5 février 1975                       | Président de la République           | 11 février 1975                               | Militaire                            |                                      |                                      |
| –                                                                        |                                      | Gilles Andriamahazo (1919-1989)       | –                                    | 11 février 1975                      | 15 juin 1975                         | Président du Comité national militaire        | Militaire                            |                                      |                                      |
| –                                                                        |                                      | Didier Ratsiraka (1936-2021)          | –                                    | 15 juin 1975                         | 30 décembre 1975                     | Président du Conseil suprême de la Révolution | Militaire                            |                                      |                                      |
| IIe République : République démocratique malgache                        |                                      |                                       |                                      |                                      |                                      |                                               |                                      |                                      |                                      |
| 4                                                                        |                                      | Didier Ratsiraka (1936-2021) 1re fois | –                                    | 30 décembre 1975                     | 4 janvier 1976                       | Président du Conseil suprême de la Révolution | AREMA                                |                                      |                                      |
| 4                                                                        | 1982 1989                            | Didier Ratsiraka (1936-2021) 1re fois | 4 janvier 1976                       | 27 mars 1993                         | Président de la République           |                                               | AREMA                                |                                      |                                      |
| IIIe République : République de Madagascar                               |                                      |                                       |                                      |                                      |                                      |                                               |                                      |                                      |                                      |
| 5                                                                        |                                      | Albert Zafy (1927-2017)               | 1992-93                              | 27 mars 1993                         | 5 septembre 1996                     | Président de la République                    | UNDD                                 |                                      |                                      |
| –                                                                        |                                      | Norbert Ratsirahonana (1938)          | Intérim                              | 5 septembre 1996                     | 15 février 1997                      | Président de la République par intérim        | AVI                                  |                                      |                                      |
| 6                                                                        |                                      | Didier Ratsiraka (1936-2021) 2de fois | 1996                                 | 15 février 1997                      | 5 juillet 2002                       | Président de la République                    | AREMA                                |                                      |                                      |
| 7                                                                        |                                      | Marc Ravalomanana (1949)              | 2001 2006                            | 22 février 2002                      | 19 janvier 2007                      | Président de la République                    | TIM                                  |                                      |                                      |
| 7                                                                        | 19 janvier 2007                      | Marc Ravalomanana (1949)              | 2001 2006                            | 17 mars 2009                         |                                      | Président de la République                    | TIM                                  |                                      |                                      |
| –                                                                        |                                      | Hippolite Ramaroson (en) (1951)       | –                                    | 17 mars 2009                         | 17 mars 2009                         | Président de la République par intérim        | Militaire                            |                                      |                                      |
| –                                                                        |                                      | Andry Rajoelina (1974)                | Transition                           | 17 mars 2009                         | 17 novembre 2010                     | Président de la Haute Autorité de transition  | TGV                                  |                                      |                                      |
| IVe République : République de Madagascar                                |                                      |                                       |                                      |                                      |                                      |                                               |                                      |                                      |                                      |
| –                                                                        |                                      | Andry Rajoelina (1974)                | Transition                           | 17 novembre 2010                     | 25 janvier 2014                      | Président de la Transition                    | TGV                                  |                                      |                                      |
| 8                                                                        |                                      | Hery Rajaonarimampianina (1958)       | 2013                                 | 25 janvier 2014                      | 7 septembre 2018                     | Président de la République                    | HVM                                  |                                      |                                      |
| –                                                                        |                                      | Rivo Rakotovao (1960)                 | Intérim                              | 7 septembre 2018                     | 18 janvier 2019                      | Chef de l'État par intérim                    | HVM                                  |                                      |                                      |
| 9                                                                        |                                      | Andry Rajoelina (1974)                | 2018                                 | 18 janvier 2019                      | 9 septembre 2023                     | Président de la République                    | TGV                                  |                                      |                                      |
| Intérim du gouvernement Ntsay III du 9 septembre 2023 au 27 octobre 2023 |                                      |                                       |                                      |                                      |                                      |                                               |                                      |                                      |                                      |
| –                                                                        |                                      | Richard Ravalomanana (1959)           | Intérim                              | 27 octobre 2023                      | 16 décembre 2023                     | Chef de l'État par intérim                    | Indépendant                          |                                      |                                      |
| (9)                                                                      |                                      | Andry Rajoelina (1974)                | 2023                                 | 16 décembre 2023                     | en fonction                          | Président de la République                    | TGV                                  |                                      |                                      |

## Classement

### Durée de mandat
Cette liste montre la durée de mandat des présidents de la république de Madagascar par ordre de longévité.
| Rang | Nom                      | En jours    | En années, mois et jours    | N°     | Dates                |
| ---- | ------------------------ | ----------- | --------------------------- | ------ | -------------------- |
| 1    | Didier Ratsiraka         | 8 258 jours | 22 ans, 7 mois, et 13 jours | 4 et 6 | 1976-1993, 1997-2002 |
| 2    | Philibert Tsiranana      | 4 912 jours | 13 ans, 5 mois et 10 jours  | 1      | 1959-1972            |
| 3    | Marc Ravalomanana        | 2 580 jours | 7 ans et 23 jours           | 7      | 2002-2009            |
| 4    | Andry Rajoelina          | 2 149 jours | 5 ans, 10 mois et 17 jours  | 9      | depuis 2019          |
| 5    | Hery Rajaonarimampianina | 1 686 jours | 4 ans, 7 mois et 13 jours   | 8      | 2014-2018            |
| 6    | Albert Zafy              | 1 258 jours | 3 ans, 5 mois et 9 jours    | 5      | 1993-1996            |
| 7    | Gabriel Ramanantsoa      | 847 jours   | 2 ans, 3 mois et 25 jours   | 2      | 1972-1975            |
| 8    | Richard Ratsimandrava    | 6 jours     | 6 jours                     | 3      | 1975-1975            |

### Longévité
| No | Président                | Né le            | Devient président le | À l'âge de        | Cesse d'être président le | À la retraite pendant | Mort le         | Durée de vie                     |
| -- | ------------------------ | ---------------- | -------------------- | ----------------- | ------------------------- | --------------------- | --------------- | -------------------------------- |
| 1  | Philibert Tsiranana      | 18 octobre 1910  | 1er mai 1959         | 48 ans, 195 jours | 11 octobre 1972           | 2 013 jours           | 16 avril 1978   | 24 652 jours (67 ans, 180 jours) |
| 2  | Gabriel Ramanantsoa      | 13 avril 1906    | 11 octobre 1972      | 66 ans, 181 jours | 5 février 1975            | 1 554 jours           | 9 mai 1979      | 26 689 jours (73 ans, 26 jours)  |
| 3  | Richard Ratsimandrava    | 21 mars 1931     | 5 février 1975       | 43 ans, 321 jours | 11 février 1975           | N/A                   | 11 février 1975 | 16 033 jours (43 ans, 327 jours) |
| 4  | Didier Ratsiraka         | 4 novembre 1936  | 4 janvier 1976       | 39 ans, 61 jours  | 27 mars 1993              | 8 256 jours           | 28 mars 2021    | 30 825 jours (84 ans, 144 jours) |
| 5  | Albert Zafy              | 1er mai 1927     | 27 mars 1993         | 65 ans, 330 jours | 5 septembre 1996          | 7 708 jours           | 13 octobre 2017 | 33 038 jours (90 ans, 165 jours) |
| 6  | Didier Ratsiraka         | 4 novembre 1936  | 9 février 1997       | 60 ans, 97 jours  | 5 juillet 2002            | 8 256 jours           | 28 mars 2021    | 30 825 jours (84 ans, 144 jours) |
| 7  | Marc Ravalomanana        | 12 décembre 1949 | 22 février 2002      | 52 ans, 72 jours  | 17 mars 2009              | 5 841 jours           | 2025 - 03 - 14  | 27 486 jours (75 ans, 92 jours)  |
| 8  | Hery Rajaonarimampianina | 6 novembre 1958  | 25 janvier 2014      | 55 ans, 80 jours  | 7 septembre 2018          | 2 380 jours           | 2025 - 03 - 14  | 24 235 jours (66 ans, 128 jours) |
| 9  | Andry Rajoelina          | 30 mai 1974      | 18 janvier 2019      | 44 ans, 233 jours |                           | 00,000                | 2025 - 03 - 14  | 18 551 jours (50 ans, 288 jours) |

## Anciens présidents encore vivants
À ce jour, les anciens présidents de la république de Madagascar encore vivants sont Marc Ravalomanana et Hery Rajaonarimampianina.

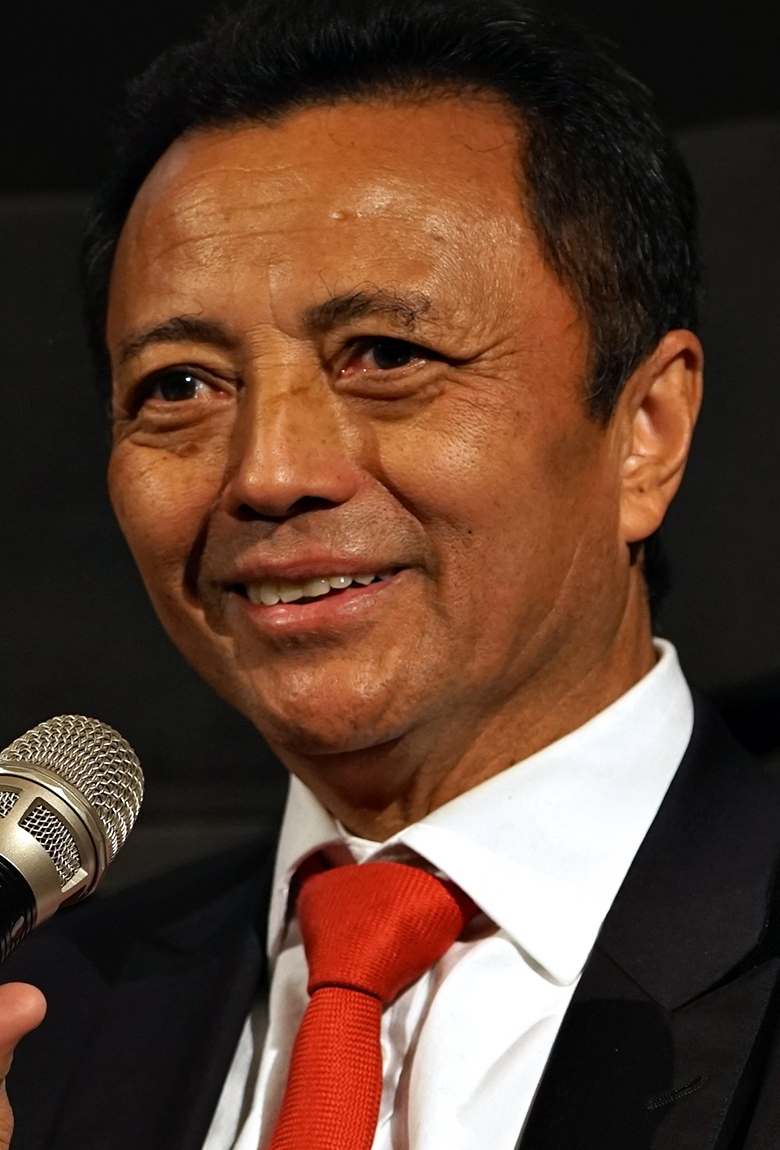
Marc Ravalomanana (2002-2009) 12 décembre 1949 (75 ans)
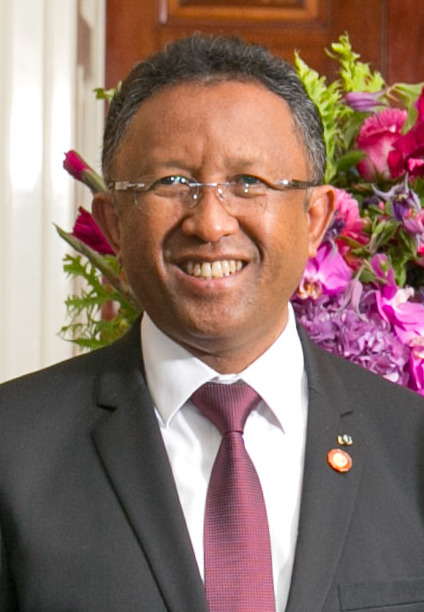
Hery Rajaonarimampianina (2014-2018) 6 novembre 1958 (66 ans)

## Records et particularités
- la présidence la plus longue : Didier Ratsiraka (présidence de 17 ans, 2 mois et 23 jours entre 1976 et 1993)
- la présidence la plus courte : Richard Ratsimandrava (présidence de 6 jours en 1975)
- le président ayant été en fonction le plus longtemps : Didier Ratsiraka (président pendant 17 ans, 2 mois et 23 jours entre 1976 et 1993 et pendant 5 ans, 4 mois et 20 jours entre 1997 et 2002 soit un total de 22 ans, 7 mois et 13 jours ou 8 258 jours)
- le président mort en fonction : Richard Ratsimandrava (mort assassiné au cours de sa présidence en 1975)[2]
- le président ayant vécu le moins longtemps : Richard Ratsimandrava (meurt à l'âge de 43 ans, 10 mois et 21 jours)
- le président ayant vécu le plus longtemps : Albert Zafy (meurt à l'âge de 90 ans, 5 mois et 12 jours)
- le président ayant vécu le moins longtemps après sa présidence : Gabriel Ramanantsoa (survit pendant 4 ans, 3 mois et 4 jours soit 1 554 jours)
- le président ayant vécu le plus longtemps après son mandat : Didier Ratsiraka (survit pendant 3 ans, 10 mois et 19 jours après sa première présidence et pendant 18 ans, 8 mois et 23 jours après sa deuxième présidence, soit un total de 22 ans, 7 mois et 11 jours ou 8 256 jours)
- le président le plus jeune au début de sa présidence : Didier Ratsiraka (devient président à l'âge de 39 ans et 2 mois)
- le président le plus âgé au début de sa présidence : Gabriel Ramanantsoa (devient président à l'âge de 66 ans, 5 mois et 28 jours)